# 對立教宗若望二十三世墓

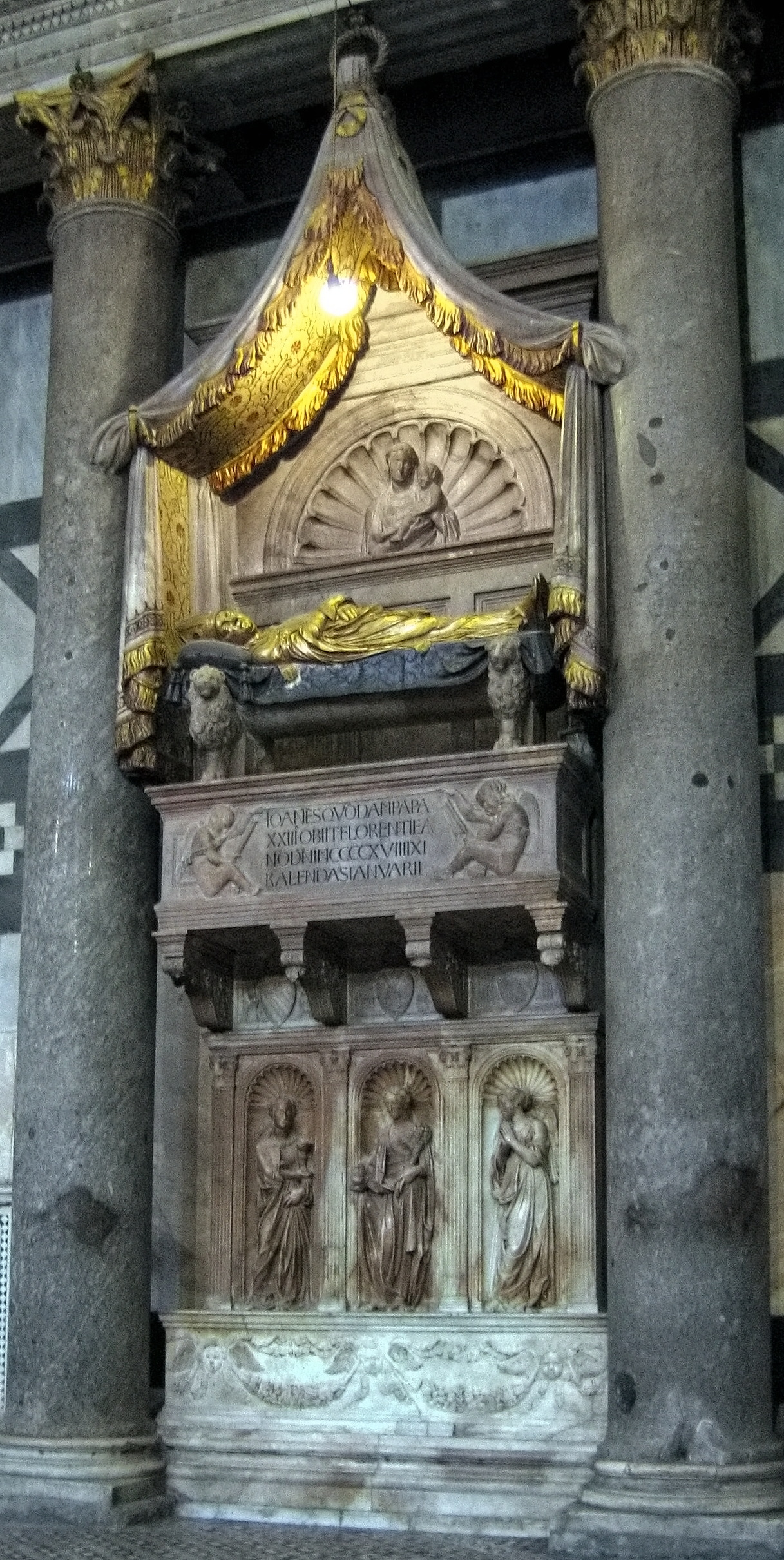
對立教宗若望二十三世塚

對立教宗若望二十三世墓是對立教宗若望二十三世（本名巴尔塔萨雷·科萨（Baldassarre Cossa），約1360年─1419年﹚的冢墓，为大理石及铜制。由多那太羅和米开罗佐為聖母百花聖殿旁的佛罗伦萨圣若翰洗者洗礼堂制作。1419年12月22日，科萨逝世后，按照他的遗愿，在其遺囑執行人委任之下于1420年代完工。成为了早期佛罗伦萨的地标之一。19世纪德国历史学家费迪南德•格雷戈罗维乌斯认为，这座塚墓是“教會大分裂的塚墓，同时也是葬在罗马之外的最后一座教皇塚墓”。